# Ton van Zantvoort
Ton van Zantvoort (Heesch, 23 juni 1979) is een Nederlandse documentaire filmmaker en producent.

## Carrière
Na zijn opleiding aan het Grafisch Lyceum in Eindhoven studeerde Van Zantvoort in 2003 cum laude af aan de Academie voor Beeldende Kunsten Sint-Joost in Breda. In 2006 ging zijn debuutfilm Grito de Piedra in première op het Internationaal Documentaire Festival Amsterdam en werd vertoond op onder andere Arte. A Blooming Business over de misstanden in de bloemen industrie in Kenia, maakte hij in coproductie met de VPRO. De documentaire draaide op ruim tachtig internationale filmfestivals en won meerdere prijzen. In 2016 won zijn documentaire de Benno Tapes een Gouden NL Award. Zijn film Schapenheld ging in première op IDFA in 2018. De film werd geselecteerd door ruim honderdtwintig internationale film festivals en won tientallen prijzen en nominaties. Schapenheld draaide in zeventig Nederlandse filmtheaters en werd in Frankrijk uitgebracht in de bioscoop onder de titel No Way. In 2022 kwam zijn film a World to Shape uit over de Nederlandse ontwerpers Dave Hakkens en Nienke Hoogvliet. Ook ging dat jaar zijn film a Traveler's Guide in première op het Film by the Sea filmfestival.
Sinds 2008 produceert van Zantvoort ook documentaires voor andere regisseurs, zoals Day is Done (2010 Guido Hendrikx), VALLEND (EO, 2014, Jef Monté), Dick Verdult - Het Is Waar Maar Niet Hier (Omroep Brabant, 2017, Luuk Bouwman) en Honds (KRO-NCRV, 2020, Josefien van Kooten)

## Filmografie als regisseur (selectie)
- a World to Shape, 52 minuten, 2022
- a Traveler's Guide, 63 minuten, 2022
- Schapenheld, 81 minuten, 2018
- De Benno Tapes, 54 minuten, 2015
- Past as Future, 17 minuten, 2011
- Kees en Mien, 30 minuten, 2011
- Lovely Planet, 8 minuten, 2010
- a Blooming Business, 52 minuten, 2009
- Grito de piedra, 60 minuten, 2006
- Khamuvillage, 25 minuten, 2003

## Filmografie als producent (selectie)
- a Traveler's Guide, 63 minuten, 2022
- Honds, 26 minuten, 2020
- Schapenheld, 81 minuten, 2018
- Dick Verdult - Het Is Waar Maar Niet Hier, 70 minuten, 2017
- Vallend, 25 minuten, 2014
- Day is Done*, 30 minuten, 2010
- a Blooming Business, 52 minuten, 2009
- Grito de Piedra, 55 minuten, 2006

## Prijzen (selectie)
- Ministry of Culture of the Saratov Region award, Saratov Sufferings Film Fest, Rusland, 2020
- Grand Prix Feature-Length Competition, 6e Apricot Tree Ujan International Documentary Film Festival, Armenië, 2020
- Grand Prix, Festival International du film Pastoralismes et Grands Espaces, Frankrijk, 2020
- Grand prize of the city of Innsbruck for the best Environmental documentary, INF Innsbruck Nature Festival, Oostenrijk, 2020
- Christian Berger Cinematography Award, INF Innsbruck Nature Festival, Oostenrijk, 2020
- President of the Polish Filmmakers Association Award, 18th Włodzimierz Puchalski International Nature Film Festival, Polen 2020
- Best Newcomer, International Green Screen Nature Film Festival, Duitsland, 2020
- Beste lange documentaire, FicLaPaz (7th) International Film Festival Bolivia, Bolivia, 2020
- Beste cinematografie, Woods Hole film festival, Amerika, 2020
- Beste lange documentaire, Alternative Film Festival, Canada, 2020
- Beste cinematografie prijs, Indie Film Awards, Japan, 2020
- NL Award, beste documentaire van het jaar, Stichting RPO, Nederland 2020
- Beste regisseur, Torino Underground Cinefest, Italië, 2020
- Prijs voor meest originele verhaal, Florence Film Awards, Italië, 2020
- Speciale Jury prijs, Cinema Vérité, Iran, 2019
- Beste Internationale Documentaire prijs, FICMA, Mexico, 2019
- Beste Internationale Documentaire & Publieksprijs, NIFF (Nederland), VS, 2019
- Op-één-na Beste Internationale Lange Film, Fiorenzo Serra Film Festival, Italië, 2019
- Eervolle jury vermelding, Cine Eco Seia, Portugal, 2019
- Award of Excellence Film Feature Accolade Global Film Competitie, VS, 2019
- Beste Documentaire Film, NYCA New York Cinematography Awards, VS, 2019
- Eervolle jury vermelding, Festiver Festival Barichara, Colombia, 2019
- Green Warsaw Award, Millennium Docs Against Gravity, Warschau, Polen, 2019
- Beste cinematografie prijs, ECA/ European Cinematography Awards, 2019
- La Trois Award, Millennium International Film Festival, Brussels, België, 2019
- Beste film en beste regisseur, NVIFF, Nederland, 2019
- Top 10 publieksprijs, IDFA, Nederland, 2018
- Best Feature Length Documentary Award, DOCfeed, Nederland, 2017
- Gouden NL-Award, Stichting ROOS, Nederland, 2015
- NL-Award, Stichting ROOS, Nederland, 2015
- Eervolle vermelding, Planet in Focus, Canada, 2011
- Juryprijs, Festival International du film des droits de l'homme (FIFDH), Frankrijk, 2011
- Publieksprijs, The Art of the Document, Warschau, Polen, 2010
- Golden Olive award beste documentaire, Internationaal TV Festival Bar, Montenegro, 2010
- Golden Olive award beste cinematografie, Internationaal TV Festival Bar, Montenegro, 2010
- Publieksprijs, Millennium Internationaal Documentaire Festival, België, 2010
- Persprijs, FICA, Festival Internacional de Cinema Ambiental, Brazilië, 2010
- Juryprijs beste scenario, Cinema Planeta, Mexico, 2010
- Healthy Workplaces Film Award, International Leipzig Festival, Dok Leipzig,Duitsland, 2009